# Herb powiatu pabianickiego

herb powiatu pabianickiego w latach 2001–2009

Herb powiatu pabianickiego – jeden z symboli powiatu pabianickiego, którego obecna wersja została ustanowiona 28 maja 2009.

## Wygląd i symbolika
Herb przedstawia na tarczy w polu błękitnym hybrydę kujawską składającą się z białego półorła po lewej i czerwonego półlwa po prawej. Nad hybrydą znajdują się trzy złote korony ułożone poziomo. W herbie wykorzystano elementy godeł historycznych ziem sieradzkich i łęczyckich oraz pieczęci i herbu Władysława Łokietka.